# 船員職業安定法
船員職業安定法（せんいんしょくぎょうあんていほう、昭和23年7月10日法律第130号）は、船員の職業紹介等に関する日本の法律である。
1948年（昭和23年）7月10日に公布された。

## 構成
- 第一章　総則（第1条―第7条）
- 第二章　政府の行う船員職業紹介等 
  - 第一節　通則（第8条―第14条）
  - 第二節　船員職業紹介（第15条―第22条）
  - 第三節　職業指導（第23条―第26条）
  - 第四節　部員職業補導（第27条―第32条）
- 第三章　政府以外の者の行う船員職業紹介事業等 
  - 第一節　船員職業紹介事業（第33条―第43条）
  - 第二節　船員の募集（第44条―第49条）
  - 第三節　船員労務供給事業（第50条―第53条）
  - 第四節　船員派遣事業 
    - 第一款　船員派遣事業の適正な運営の確保に関する措置 
      - 第一目　事業の許可等（第54条―第63条）
      - 第二目　補則（第64条・第65条）

    - 第二款　派遣船員の就業条件の整備等に関する措置 
      - 第一目　船員派遣契約（第66条―第68条）
      - 第二目　船員派遣元事業主の講ずべき措置等（第69条―第78条）
      - 第三目　派遣先の講ずべき措置等（第79条―第88条）
      - 第四目　船員法等の適用に関する特例等（第89条―第94条）
- 第四章　交通政策審議会等への諮問等（第95条）
- 第五章　雑則（第96条―第110条）
- 第六章　罰則（第111条―第116条）
- 附則

## 目的・理念
この法律は、政府が地方公共団体等の協力を得て船員職業紹介等を行うこと、政府以外の者の行う船員職業紹介事業等が海上労働力の需要供給の適正かつ円滑な調整に果たすべき役割にかんがみその適正な運営を確保すること等により、何人にもその能力及び資格に応じて公平かつ有効に船員の職業に就く機会を与えるとともに、海上企業に対する労働力の適正な充足を図り、もって経済及び社会の発展に寄与することを目的とする（第1条）。 
何人も、その能力及びその有する免状若しくは証書、その受けた訓練又はその経験による資格に応じ、適当な船舶における船員の職業を自由に選択することができる（第2条）。船舶所有者（船舶共有の場合には船舶管理人を、船舶貸借の場合には船舶借入人を、船舶所有者、船舶管理人及び船舶借入人以外の者が船員を使用する場合にはその者をいう。以下同じ。）は、船員として雇用する者を自由に選択することができる。但し、労働組合法の規定によって、船舶所有者又はその団体と労働組合との間に締結された労働協約に別段の定のある場合は、この限りでない（第3条）。何人も、人種、国籍、信条、性別、社会的身分、門地、従前の職業、労働組合の組合員であること等を理由として、職業紹介、部員職業補導等について、差別的取扱を受けることがない。但し、労働組合法の規定によって、船舶所有者又はその団体と労働組合との間に締結された労働協約に別段の定のある場合は、この限りでない（第4条）。